# 미사카촌 (후쿠시마현)
미사카촌(三阪村)은 남동부, 이와키군에 속했던 촌이다. 현재의 이와키시 북서부 49번 국도변에 해당한다.

## 역사
- 1889년 4월 1일 - 정촌제 시행에 의해 4촌이 합병해 이와사키군 미사카촌이 성립하였다.
- 1896년 4월 1일 - 소속군이 이와키군으로 변경되었다.
- 1955년 2월 11일 - 나가토촌, 사와타리촌과 합병해 미사카촌이 성립하여, 동일 사와타리촌이 폐지되었다.
- 1966년 10월 1일 - 미사카촌이 다이라 시, 우치고 시, 이와키 시, 나코소 시, 조반 시, 이와키 군 요쓰쿠라 정, 도노 정, 오가와 정, 요시마 촌, 미와 촌, 다비토 촌, 가와마에 촌, 후타바군 히사노하마 촌, 오히사 촌과 합병해 이와키시가 성립하였다.

## 교통

### 도로
- 국도 115호선 (현:국도 49호선)

현재는 이와키미사카 나들목이 구촌 지역에 위치하고 있지만, 당시에는 미개통 상태였다.

## 참고문헌
- 角川日本地名大辞典 7 福島県